# Смерековатий
Смерековатий (пол. Smerekowaty) — гірський потік в Україні, у Дрогобицькому районі Львівської області у Галичині. Правий доплив Стрию, (басейн Дністра).

## Опис
Довжина потоку 3 км, найкоротша відстань між витоком і гирлом — 2,83 км, коефіцієнт звивистості потоку — 1,06. Формується безіменними гірськими струмками. Потік тече у межах Українських Карпат.

## Розташування
Бере початок з-під гори Спароска (858 м). Тече переважно на північний схід понад хребтом Смерековатий (711 м) і на північно-західній стороні від села Підсухе впадає у річку Стрий, праву притоку Дністра.